# Metal Discharge
Metal Discharge – ósmy album studyjny niemieckiej grupy muzycznej Destruction. Nagrania ukazały się 22 września 2003 roku nakładem wytwórni muzycznej Nuclear Blast. Płyta została nagrana w składzie: Marcel "Schmier" Schirmer (śpiew, gitara basowa), Mike Sifringer (gitara) oraz Marc Reign (perkusja). 

## Lista utworów
Opracowano na podstawie materiału źródłowego.
1. "The Ravenous Beast" (Schmier, Sifringer) - 3:09
2. "Metal Discharge" (Schmier, Sifringer) - 3:26
3. "Rippin' The Flesh Apart" (Schmier, Sifringer) - 5:01
4. "Fear Of The Moment" (Schmier, Sifringer) - 3:34
5. "Mortal Remains" (Schmier, Sifringer) - 4:11
6. "Desecrators Of The New Age" (Schmier, Sifringer) - 3:42
7. "Historical Force Feed" (Schmier, Sifringer) - 3:36
8. "Savage Symphony Of Terror" (Schmier, Sifringer) - 3:51
9. "Made To Be Broken" (Reign, Schmier, Sifringer) - 3:45
10. "Vendetta" (Schmier, Sifringer) - 4:51